# Adiutricem populi
Adiutricem populi (en español, "Auxiliadora del pueblo") es la quincuagésima novena encíclica de León XIII, del 5 de octubre de 1895; en ella trata de la devoción del rosario a favor de los disidentes, con especial atención a la devoción a María que se vive en las iglesias de Oriente.

## Virtualidad ecuménica de esta encíclica
Entre las numerosas encíclicas que León XIII dedicó al Santo Rosario, Adiutricem populi tiene un cometido particular, pues en ella muestra su preocupación por las iglesias de Oriente. Se sitúa además en unos años en que las iniciativas pastorales del papa dirigidas a este objetivo adquieren especial entidad. 
Por una parte, su apoyo al Congreso Eucarístico Internacional celebrado en Jerusalén, del 14 al 20 de mayo de 1893. Desde el inicio alentó su celebración, nombrando al cardenal Langénieux, su legado personal al congreso, un hecho insólito hasta esa fecha; y a través de la diplomacia vaticana removió los obstáculos que, por distintos motivos, ponían algunas naciones, asegurando su carácter exclusivamente religioso. Al congreso asistieron un buen número de representantes de las iglesias orientales separadas de Roma.
Parte de las conclusiones del Congreso fueron puestas en práctica por el papa. En esta línea, el 30 de noviembre de 1994, publica la carta apostólica Orientalium dignitas Ecclesiarum, en que tras alabar el cristianismo oriental establece los criterios que han de regir las relaciones institucionales entre la iglesia romana y las iglesias orientales, El 19 de mayo de 1895 con el motu proprio Optatissimae in una fide, constituye una Comisión pontificia, bajo su dependencia directa, para favorecer la reconciliación con la Iglesia de los disidentes, precedente de la Congregación para la Iglesia Oriental.
Es en este contexto en el que León XIII, aprovecha su habitual encíclica mariana para pedir a todos los fieles oraciones por este objetivo pastoral. Todavía, el año siguiente, 24 de junio de 1996, expondría en la encíclica, Satis cognitum, la perspectiva eclesiológica y unionista de su ministerio.

## Contenido de la encíclica
Adiutricem populi christiani potentem et clementissimam, Virginem Dei Matrem, dignum est et magniñcentiore in dies celebrare laude et acriore fiducia implorare. Siquidem argumenta fiduciae laudisque auget ea varia beneficiorum copia, quae per ipsam affluentior quotidie in commune bonum  longe lateque diffunditur.
Justo es celebrar con magnificencia cada día mayor y rogar con una confianza más decidida a la Santísima Virgen, Madre de Dios, auxilio constante y clementísimo del pueblo cristiano. Pues, la variedad y abundancia de mercedes que ella, con generosidad siempre más amplia para el bien común, prodiga por todo el mundo aumenta los motivos que tenemos de confiar en ella y ensalzarla

Entre las manifestaciones de devoción a la Virgen el papa destaca el rezo del rosario y el poder que esta oración tiene para la reconciliación de los disidentes; sobre esta idea el papa quiere impulsar su rezo, perseverando en esa oración por la unidad de los cristianos.

#### Prerrogativas de María
El papa recuerda el papel que encomendó Jesús a su madre como madre nuestra y cómo ha ejercido ese ministerio desde el principio, mostrándose madre de la Iglesia y maestra y Reina de los apóstoles a quienes comunicó parte de las divinas sentencias que "conservaba en su corazón". Por esto se le alaba como "Nuestra Señora, y medianera nuestra", la misma "reparadora del mundo", y "medianera de los dones de Dios".  De ese modo, como ella nos dio a Cristo, Autor de la fe, por su intercesión, podemos obtener la fe, y vivirla; El papa recuerda la oración que San Cirilo dirige a la Virgen: 

Por Vos predicaron los Apóstoles la salvación a las naciones; por Vos se celebra y se adora la Cruz bendita en todo el orbe; por Vos se ahuyentan los demonios; por Vos el hombre mismo es llamado al cielo; por Vos toda creatura, envuelta en el error de la idolatría, llegó al conocimiento de la verdad; por Vos alcanzaron los fieles el santo bautismo, y se fundaron iglesias entre todos los pueblos.

#### María defensa de la fe
A lo largo de la historia, en los momentos en que la fe ha flaqueado, el auxilio de María a través de hombres eminentes en santidad y vibración apostólica han devuelto a los hombres la piedad de la vida cristiana. El papa recuerda, como ha hecho en otras encíclicas marianas, el fecundo apostolado de Santo Domingo de Guzmán, confiando para esta tarea en el auxilio de Santo Rosario. A ella han invocado también los príncipes defensores de la fe, para promover guerras santas, y los romanos pontífices para promulgar solemnes decretos. Por esto, se glorifica a María con tanta verdad como magnificencia, diciendo: 

Salve, lengua siempre elocuente de los Apóstoles, sólido fundamento de la Fe, baluarte inconmovible de la Iglesia. Salve, que por Vos hemos sido inscritos en el número de los ciudadanos de la Iglesia, una, santa, católica y apostólica. Salve, manantial de divina abundancia del que fluyen los ríos de la celestial sabiduría, las aguas puras y límpidas de la ortodoxia que rechazan lejos las turbas de los errores. Regocijaos, porque Vos sola habéis destruido en el mundo todas las herejías.

#### María vínculo de unidad
Hemos pues de confiar en María como nuestra Madre, implorando su auxilio, seguros de su intervención. Al considerar estos deseos de unidad, el papa lleva su pensamiento a los ejemplos de la primitiva cristiandad, y muy especialmente del Concilio de Éfeso. Allí se manifestó una firme unidad de fe y comunión de culto que vinculaba al Oriente y al Occidente, cuando los Padres conciliares declararon solemnemente la Maternidad divina de María, una noticia que fue recibida con gran gozo en aquella ciudad y desde allí a toda la cristiandad. Esa fraternidad que reina en toda la historia de la Iglesia, se apoya en la Madre de Dios, por esto ha de ser grato a Nuestra Señora pedirle por la unidad de todos los cristianos.  
El papa muestra en la encíclica la ayuda que para la unidad de los cristianos supone el rezo del rosario, precisamente por con él asociamos a María con la obra de la redención; confía por ello, que con esta oración La Virgen obtendrá la deseada unidad; pero entremezcla esa recomendación con el recuerdo del culto a María que ofrecen los orientales, recoge para esto algunas oraciones en las que piden por la paz y la unidad:  

Acordaos de los cristianos que son vuestros servidores; recomendad las oraciones de todos; ayudad la esperanza de todos; consolidad la fe y unid todas las Iglesias. Tal es también la invocación de los griegos: Oh Virgen purísima, que podéis acercaros a vuestro Hijo sin temor de ser desechada; rogadle, pues, oh Virgen Santísima, a fin de que conceda la paz al mundo; que infunda un mismo sentir a todas las Iglesias; y todos os glorificaremos.

Esa devoción mariana de las iglesias de Oriente es una razón más para que la Virgen atienda estas plegarias por la unidad; muestra de esa devoción es el gran número de imágenes de María que, en diversas épocas, fueron traídas desde Oriente a Occidente, especialmente a Italia y a Roma, donde son veneradas, siendo testigos de los tiempos en que los cristianos vivían estrechamente unidos. Recuerda la encíclica el interés que han mostrado los papas por la difusión del rosario en Oriente, especialmente Eugenio IV en la Constitución apostólica Advesperascente, dada en el año 1439, luego Inocencio XII y Clemente XI, aunque el tiempo transcurrido desde entonces y circunstancias adversas han detenido ese proceso, el papa confía que el progreso en la devoción al rosario que se está produciendo en su pontificado, redunde también en aquellas regiones. Expone también, con alegría, el proyecto de la erección de un templo en Patras (Acaya) en honor de la reina del Santísimo Rosario, una iniciativa que nació en el Congreso Eucarístico Internacional de Jerusalén (1893), y que el papa apoya con ilusión, pues permitirá que allí se invocará, en tiro latino y griego, a la Virgen Auxiliadora y Madre celestial.

### Exhortación al rezo del rosario y petición por los disidentes
Concluye la encíclica, exhortando a que toda la Iglesia -pastores y pueblo, en público y en privado- especialmente durante el próximo mes de octubre invoquen a la Madre Dios, 

clamando: "Mostrad que sois nuestra Madre". Que su maternal clemencia conserve a su universal familia al abrigo de todos los peligros; que la haga gozar de prosperidad verdadera fundada en la santa unidad. Mire con benevolencia a los católicos de todos los pueblos, y, uniéndolos más estrechamente cada día con los lazos de la caridad, los vuelva prontos y constantes para sostener la gloria de la Religión, en la que van incluidos asimismo los mayores beneficios para el Estado. Dígnese Ella mirar asimismo con especialísima benevolencia a los pueblos disidentes, naciones grandes e ilustres en que laten tantos corazones generosos, conscientes de sus deberes cristianos; dígnese suscitar en ellos anhelos saludables y nobles propósitos, y después de haberlos suscitado favorezca su realización.